# Hennenkopf (Ammergauer Alpen)
Der Hennenkopf ist ein 1796 m ü. NHN hoher Gipfel im Klammspitzkamm in den Ammergauer Alpen auf der Grenze der Gemeinde Saulgrub und des gemeindefreien Gebiets Ettaler Forst.
Der mit Kreuz versehene felsige Gipfelaufbau erhebt sich im östlichen Klammspitzkamm und bildet die höchste Erhebung dort überhaupt. Der Gipfel kann als Bergwanderung z. B. von Schloss Linderhof aus erreicht werden.